# Роалд Гоффманн
Роалд Гоффманн (англ. Roald Hoffmann, ім'я при народженні — Руал Сафран; нар. 18 липня 1937, Золочів, Тарнопольське воєводство) — американський хімік (органічна та квантова хімія), поет, драматург і філософ українського єврейського походження. Лауреат Нобелівської премії з хімії (1981) — «за розробку теорії перебігу хімічних реакцій», що значно розширювала можливості для планування хімічних експериментів.

## Біографія
Народився 18 липня 1937 року у м. Золочів, нині Львівська область, Україна (тоді Золочівський повіт, Тарнопольське воєводство, Польська республіка) у родині випускника Львівської політехніки інженера Гілеля та вчительки Клари Сафран. Названий на честь норвезького полярного дослідника Руаля (Роальда) Амундсена.
З початком гітлерівської окупації (1941) Сафрани опинилися в нацистському «трудовому таборі» для євреїв, звідки 1943 року їм вдалося втекти, але батька, який залишився, нацисти звинуватили в організації масової втечі й розстріляли. Уцілілих членів родини на горищі сільської школи в Уневі переховував місцевий вчитель Микола Дюк  (Дзюк).
Після приходу червоної армії родина виїхала до Кракова, де мати Роалда одружилася з Паулем Гоффманном, який усиновив осиротілого хлопця. 1946 року родина Гоффманнів опинилася у Німеччині й Австрії, де жила в таборах для «переміщених осіб». 1949 — родина отримала дозвіл на переїзд до США.
1955 — отримав громадянство США.
1958 — закінчив Колумбійський університет зі ступенем бакалавра медицини.
1962 — отримав ступінь доктора хімії (Гарвардський університет).
Проходив стажування в Гарвардському та Московському університетах, а також в Упсалі (Швеція).
Перший значний успіх до Р. Гоффманна прийшов на початку 1960-х років, коли він запропонував метод розрахунків елементарних орбітальних молекул.
Професор Корнелльського університету з 1965 р.
Основні наукові дослідження Гоффманна стосуються хімічної кінетики та вивчення хімічних реакцій. Ім'я вченого є в назвах наукових теорій, наприклад, «Правило (закон) Вудварда-Гоффманна» (1970 ці вчені видали книгу «Збереження орбітальної симетрії»).
1981 — спільно з японським ученим Фукуї Кен'їті здобув Нобелівську премією з хімії.
Член Національної академії наук США, Американської асоціації фундаментальних наук, Міжнародної академії квантово-молекулярних досліджень, Американського фізичного товариства. Почесний доктор Королівського технологічного інституту в Швеції і Йєльського університету.
Є автором 5 поетичних збірок, 114 окремо надрукованих поем і 3 театральних п'єс (зокрема, п'єси «Кисень», 2001 — у співавторстві з Карлом Джерассі; розповідає про історію відкриття цього хімічного елементу у 18 столітті; перекладена 16 мовами й поставлена в багатьох театрах світу).

 
Вільно володіє англійською, німецькою, російською, французькою та шведською мовами, чудово розуміє українську та польську.

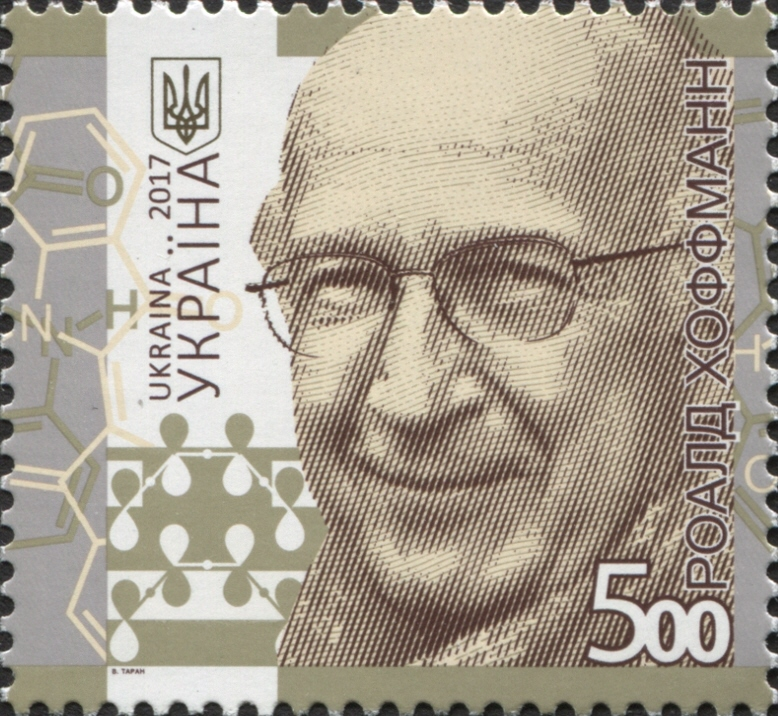

Цікавиться життям своєї Батьківщини: 2006 року відвідав рідний Золочів, де брав участь у відкритті пам'ятника євреям, листується із земляками — золочівцями та тернопільчанами. Пам'ять вченого зберегла спогади про його дитинство у «гуцульському костюмчику».
Через фаховий журнал Chemical and Engineering News Р.Гоффманн закликав вчених Заходу підтримувати молодих вчених колишнього СРСР заради їхнього наукового майбутнього.
У 2013 був серед інтелектуалів, що підписали звернення світової академічної спільноти на підтримку українського Євромайдану.
18 липня 2017 року в Україні випустили поштову марку Роалд Хоффманн номіналом 5 (п'ять) гривень.

## Родина
- Дружина — Ева Бер'єссон (шведка за походженням).
- Син Гілель-Ян,
- Донька Інгрід-Гелен[11].